# Sankeyushu (köpinghuvudort i Kina, Jilin Sheng, lat 41,74, long 125,39)
Sankeyushu är en köpinghuvudort i Kina. Den ligger i provinsen Jilin, i den nordöstra delen av landet, omkring 240 kilometer söder om provinshuvudstaden Changchun. Antalet invånare är 10 970. Befolkningen består av 5 333 kvinnor och 5 637 män. Barn under 15 år utgör 13,0 %, vuxna 15-64 år 79 %, och äldre över 65 år 7,0 %.
Runt Sankeyushu är det ganska tätbefolkat, med 83 invånare per kvadratkilometer. Sankeyushu är det största samhället i trakten. I omgivningarna runt Sankeyushu växer i huvudsak blandskog.
Genomsnittlig årsnederbörd är 1 157 millimeter. Den regnigaste månaden är juli, med i genomsnitt 293 mm nederbörd, och den torraste är januari, med 9 mm nederbörd.